# Heuchera
Genre
Classification phylogénétique

Heuchera, les heuchères, est un genre de plantes de la famille des Saxifragaceae.
Comme Saxifraga umbrosa, ses espèces sont aussi appelées « désespoir du peintre » en raison de leur floraison en une abondance de fleurettes minuscules. Ce genre comprend une cinquantaine d'espèces.

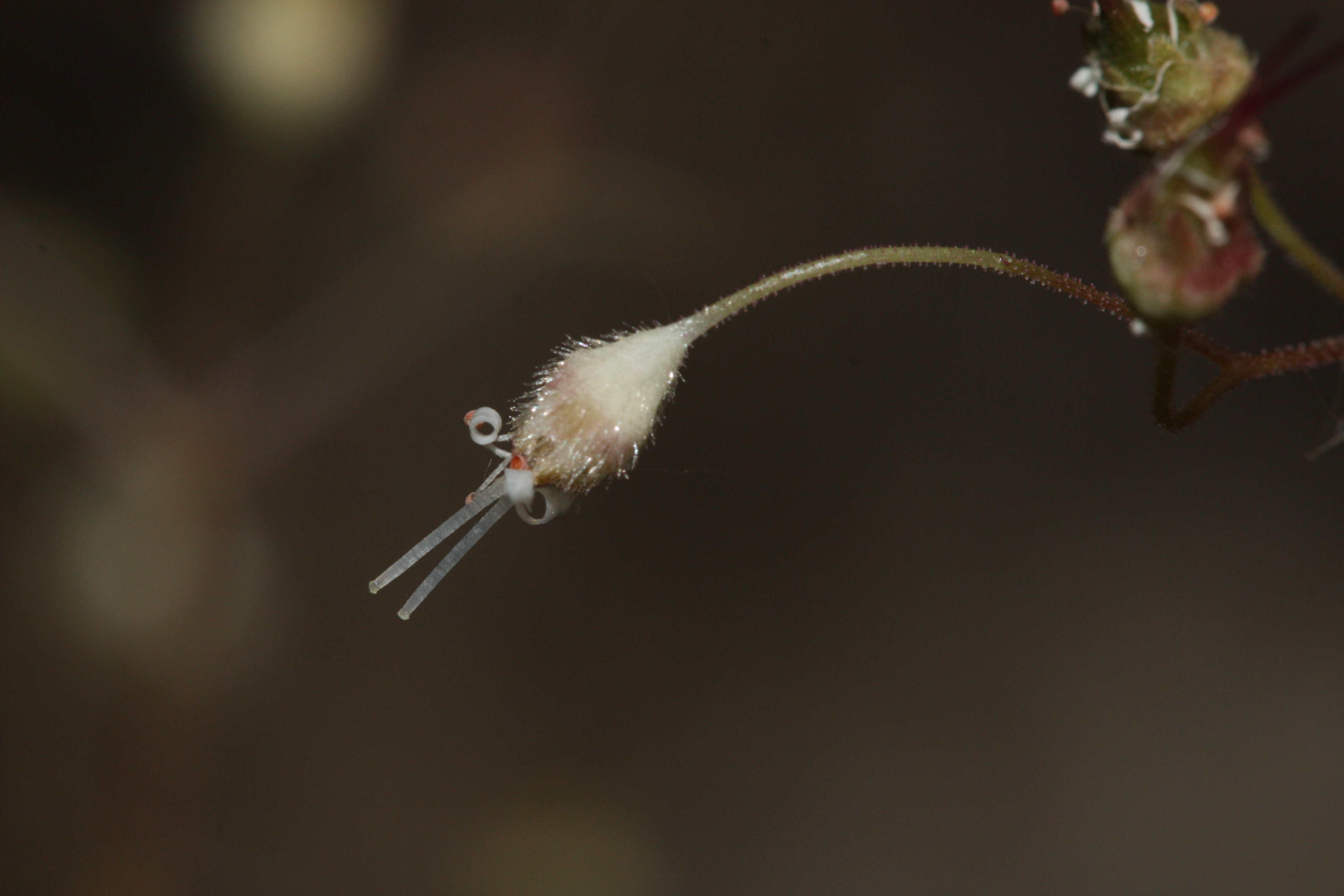
Exemple de fleur et ébauche de fructification (Heuchera micrantha).
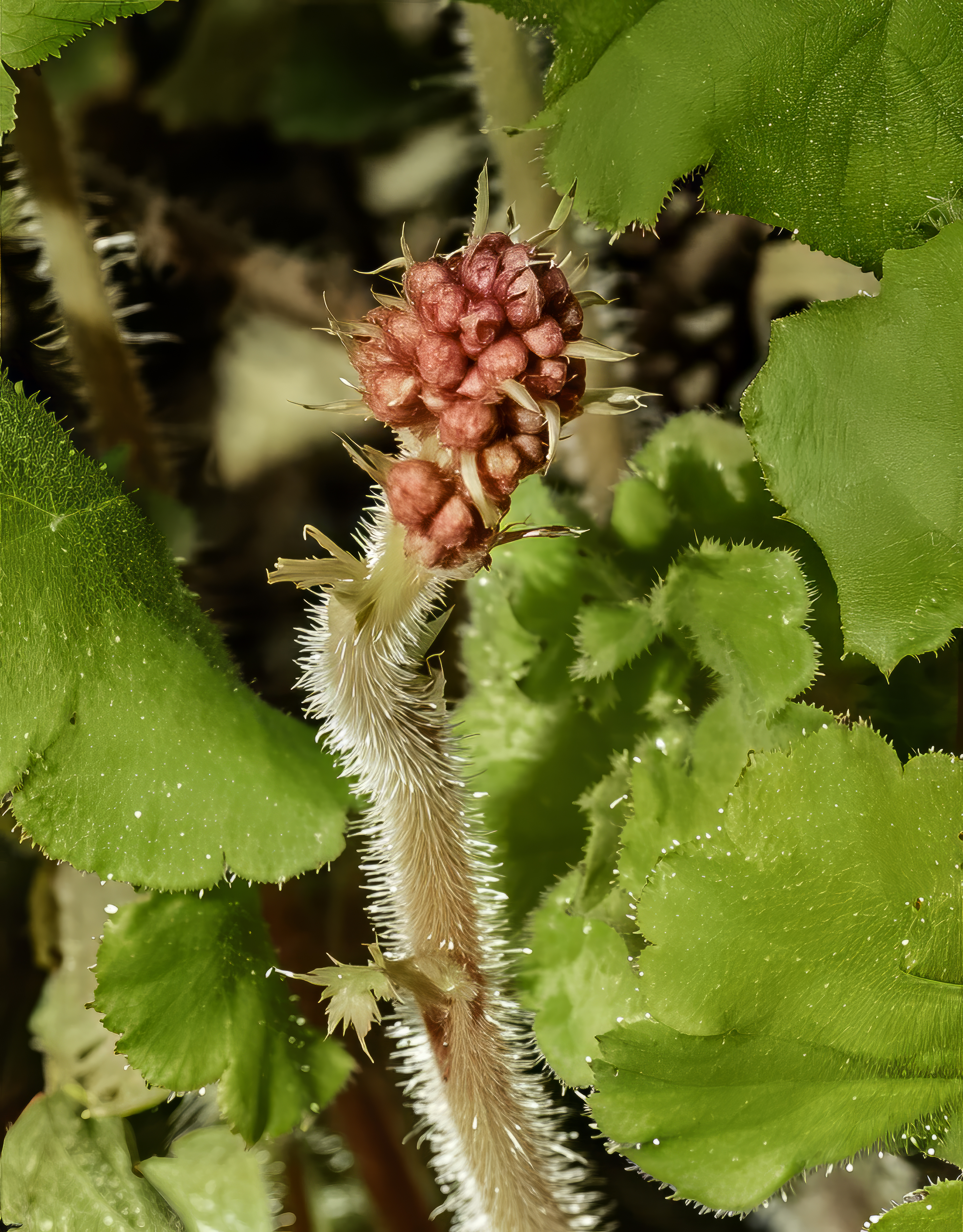
Inflorescence immature  (Heuchera sanguinea).

## Liste d'espèces
- Heuchera abramsii Rydb.
- Heuchera alba Rydb.
- Heuchera alpestris Rosendahl, Butters et Lakela
- Heuchera americana L.
- Heuchera bracteata (Torr.) Ser.
- Heuchera brevistaminea Wiggins
- Heuchera caespitosa Eastw.
- Heuchera caroliniana (Rosendahl, Butters et Lakela) E. Wells
- Heuchera chlorantha Piper
- Heuchera ×cuneata T.J. Howell (pro sp.)
- Heuchera cylindrica Dougl. ex Hook.
- Heuchera duranii Bacig.
- Heuchera ×easthamii Calder et Savile
- Heuchera eastwoodiae Rosendahl, Butters et Lakela
- Heuchera elegans Abrams
- Heuchera flabellifolia Rydb.
- Heuchera glabra Willd. ex Roemer et J.A. Schultes
- Heuchera glomerulata Rosendahl, Butters et Lakela
- Heuchera grossulariifolia Rydb.
- Heuchera hallii Gray
- Heuchera hirsutissima Rosendahl, Butters et Lakela
- Heuchera longiflora Rydb.
- Heuchera maxima Greene
- Heuchera merriamii Eastw.
- Heuchera micrantha Dougl.
- Heuchera novomexicana Wheelock
- Heuchera parishii Rydb.
- Heuchera parviflora Bartl.
- Heuchera parvifolia Nutt. ex Torr. et Gray
- Heuchera pilosissima Fisch. et C.A. Mey.
- Heuchera pubescens Pursh
- Heuchera pulchella Woot. et Standl.
- Heuchera richardsonii R. Br.
- Heuchera rubescens Torr.
- Heuchera sanguinea Engelm.
- Heuchera villosa Michx.
- Heuchera wootonii Rydb.

...